# Jakob Guido Theodor Gülich

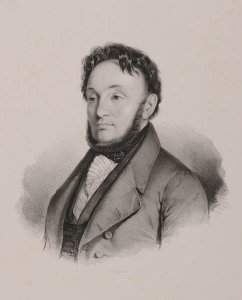
Jakob Gülich (Geskel Saloman, 1840)

Jakob Guido Theodor Gülich (* 29. Mai 1801 in Flensburg; † 2. April 1877 in Bergen auf Rügen) war ein deutscher Jurist. Er saß in der schleswigschen Ständeversammlung und in der Frankfurter Nationalversammlung.

## Leben
Jakob Gülich, aus einer Juristenfamilie stammend, studierte von 1820 bis 1825 Rechtswissenschaft an der Christian-Albrechts-Universität zu Kiel, der Ruprecht-Karls-Universität Heidelberg und der Georg-August-Universität Göttingen, die ihn 1823 promovierte. Anschließend arbeitete er als Untergerichtsadvokat in Flensburg, wurde 1829 Notar und wechselte 1827 als Ober- und Landgerichtsadvokat nach Schleswig.
1840 wurde Gülich in die Schleswigsche Ständeversammlung gewählt, deren Vizepräsident er von 1842 bis 1844 war. Als zu Beginn der 1840er Jahre die Schleswig-Holstein-Frage aufkam, in dem sowohl im Deutschen Bund als auch in Dänemark nationalstaatliche Bewegungen die Zugehörigkeit der durch den dänischen König gemeinsam regierten Herzogtümer Schleswig und Holstein zu ihrer Nation forderten, engagierte sich Gülich auf der Seite der deutschen Nationalliberalen. Im Zuge der Märzrevolution war er im März 1848 Mitglied einer Deputation, die dem dänischen König liberale und nationalstaatliche Forderungen überbrachte und den in der Schleswig-Holsteinischen Erhebung mündenden Konflikt um die Herzogtümer weiter anheizte. Gülich wurde in der Eskalation der folgenden Tage Mitglied der provisorischen schleswig-holsteinischen Regierung in Rendsburg. Im selben Monat nahm Gülich auch am Frankfurter Vorparlament teil und wurde anschließend Delegierter im Fünfzigerausschuss. Vom 25. Mai 1848 bis zum 30. Mai 1849 vertrat Gülich den 2. schleswigschen Wahlkreis (Tondern) in der Frankfurter Nationalversammlung. Dort zählte er zur Casino-Fraktion und später zum Landsberg. Von 1849 bis 1851 gehörte Gülich der Schleswig-Holsteinischen Landesversammlung an.
Aufgrund seiner Mitwirkung an der Erhebung in Schleswig-Holstein wurde er 1850 aus Schleswig verbannt und siedelte nach Wandsbeck über, wo er kurzfristig als Anwalt und Notar arbeiten konnte. Anschließend lebte er ohne feste Anstellung zuerst in Hamm, dann in Buxtehude und Hamburg, wo er für verschiedene Zeitungen schrieb und Bücher verfasste. 1853 wurde er in Buxtehude zum Bürgermeister gewählt, doch auf dänische Intervention bestätigte die hannoversche Regierung die Wahl nicht, weil Gülich noch dem dänischen Untertanenverband angehörte. 1859 fand er schließlich eine Anstellung als Kreisgerichtsrat im preußischen Bergen auf der Ostseeinsel Rügen.
Sein Sohn Theodor wanderte in die USA aus.

## Werke
- Die Bürgermeister-Wahl in Buxtehude von dem in der Verbannung zum Bürgermeister erwählten Gülich. Hoffmann & Campe, Hamburg 1854